# Bezpraw
Bezpraw (deutsch Kautzenberg) ist ein Wohnplatz bei Kołobrzeg (Kolberg) in der Woiwodschaft Westpommern in Polen. Er liegt in der Landgemeinde Kołobrzeg.

## Geographische Lage und Verkehrsanbindung
Der Wohnplatz liegt in Hinterpommern etwa 6 Kilometer südlich der Stadtmitte von Kołobrzeg (Kolberg) an der Woiwodschaftsstraße 102, deren Verlauf hier der ehemaligen Reichsstraße 161 entspricht. Im Ort zweigt die nach Südosten führende Woiwodschaftsstraße 162 ab. 
Der Wohnplatz liegt am westlichen Abhang des gleichnamigen Kautzenberges. Diese 19 Meter hohe Anhöhe ist von der Ostsee aus sichtbar und diente daher einst als Landmarke für Seefahrer. 
Früher bestand hier der Haltepunkt Kautzenberg der Bahnlinie Roman–Kolberg der Kolberger Kleinbahn.

## Geschichte
Der Kautzenberg wurde bereits 1316 als Cuscenberg genannt. 
Der Wohnort selber entstand aus einem Krug und Chausseehaus. 
Im 19. Jahrhundert und bis 1945 gehörte der Ort politisch zu einem Teil zur kreisfreien Stadt Kolberg (Anfang der 1930er Jahre wurden hier die Wohnplätze Am Kautzenberg und Gastwirtschaft Kautzenberg unterschieden), zum anderen Teil als Wohnplatz Kautzenberg zur Gemeinde Rossenthin im Kreis Kolberg-Körlin. Der Kolberger Wohnplatz Kautzenberg hatte 1871 14 Einwohner, 1895 9 Einwohner und 1905 12 Einwohner. Der Rossenthiner Wohnplatz Kautzenberg hatte 1905 13 Einwohner. 
Nach dem Zweiten Weltkrieg kam der Ort wie ganz Hinterpommern an Polen und erhielt den polnischen Namen Bezpraw. 2009 zählte er einen Bewohner.